# Eugène Pereire
Pour les autres membres de la famille, voir Famille Pereire.
Eugène M. Pereire, né le 1er octobre 1831 à Paris et mort le 20 mars 1908 à Paris, est un financier et homme politique français.

## Biographie
Eugène Pereire est le fils d'Isaac Pereire. 
Il suit ses études au lycée Bourbon, puis à l'École centrale, dont il sort ingénieur en 1852. Il devient attaché à l'administration du Crédit mobilier puis à l'administration centrale des chemins de fer du Midi.
Il est ensuite envoyé par son père et son oncle en Espagne, où il est chargé de mettre en place le Crédit mobilier espagnol (es) et la Compañía de los caminos de hierro del Norte, dont il devient un des administrateurs.
À son retour en France, il devient directeur et administrateur de la Compagnie générale des omnibus. Il prend part à la fondation de la Banque impériale ottomane.
Propriétaire du château d'Aiguefonde, dans le département du Tarn, il se présente aux élections législatives de 1863 dans la deuxième circonscription de ce département en tant que candidat officiel et est élu député au Corps législatif le 1er juin 1863. Il siège au sein de la majorité jusqu'en 1869, où il est alors battu par le baron René Reille ; il quitte alors la vie politique.
Président de la Compagnie générale transatlantique de 1875 à 1904, il fonde la Banque Transatlantique en 1881, qu'il préside également jusqu'en 1906.
Il est nommé administrateur de l'Assistance publique de Paris et membre de la Commission consultatif de l'Institut national des sourds-muets de Paris, ainsi que consul général de Perse.
Il acquiert l'hôtel de Brunoy à Paris en 1878.

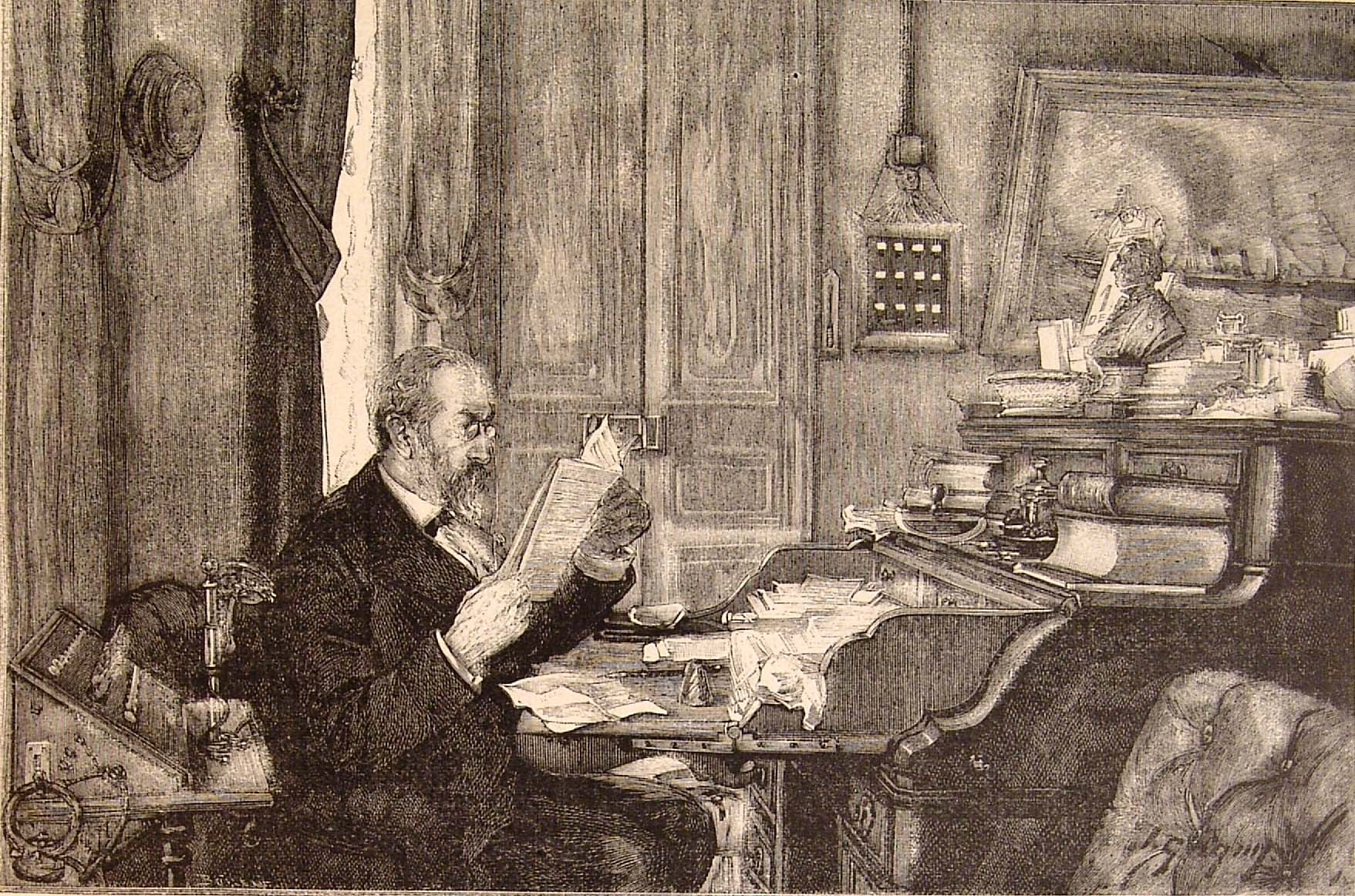
Eugène M. Pereire, président de la Compagnie générale Transatlantique (v. 1889)

Il devient propriétaire du journal La Lanterne en 1896.
Il est également président de la Banque de Tunisie, de La Unión y el Fénix (de) et des docks et entrepôts de Saint-Nazaire, ainsi qu'administrateur de la Compagnie parisienne de Gaz, de la Compagnie des docks de Marseille, de la Compagnie des mines d'Auchy-au-Bois, de la Compagnie des chemins de fer du Midi, de la Compagnie des chemins de fer de l'Est, etc.
Il est le donateur ayant permis la construction de la synagogue Buffault.
Un paquebot de la Compagnie générale transatlantique fut baptisé en son honneur.
Un portrait présumé de lui au pastel (1884) par Charles Louis Gratia a été vendu 1 264 euros à Paris le 5 juin 2015. 

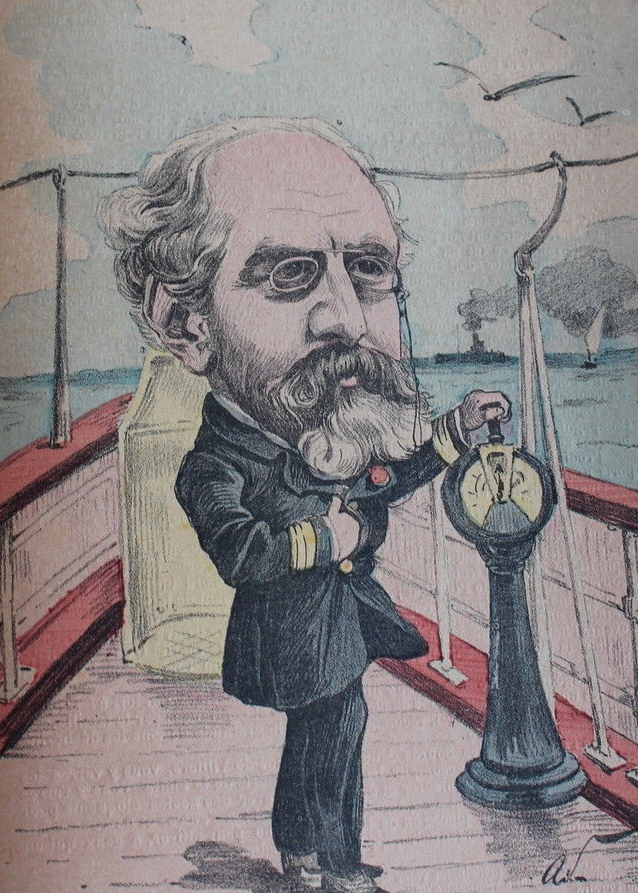
Caricature d'Eugène Pereire (Nos financiers en robe de chambre).
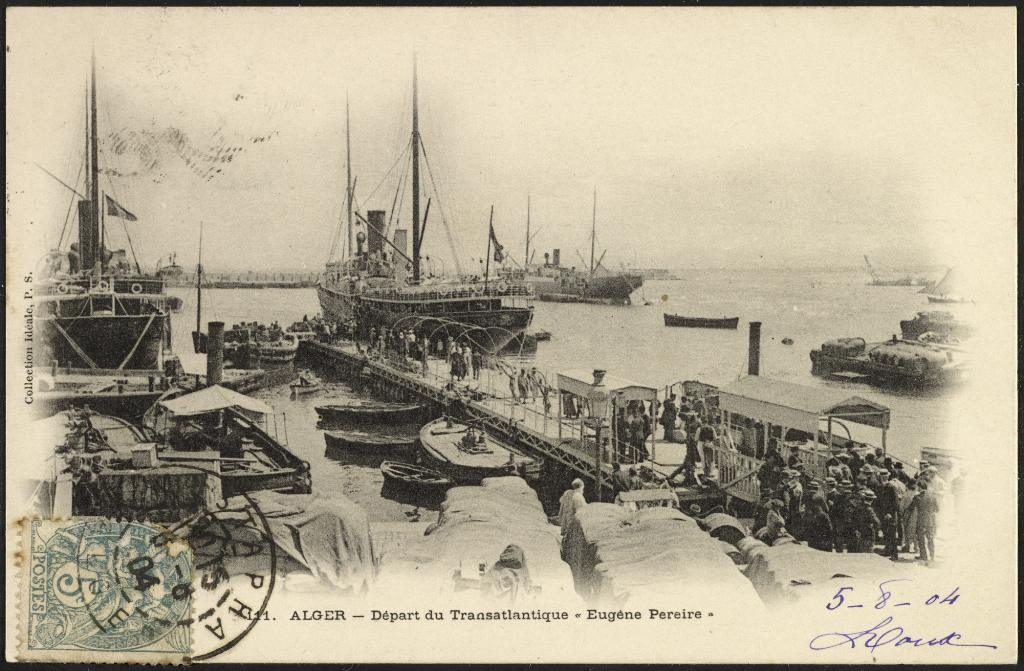
Le paquebot Eugène Pereire.
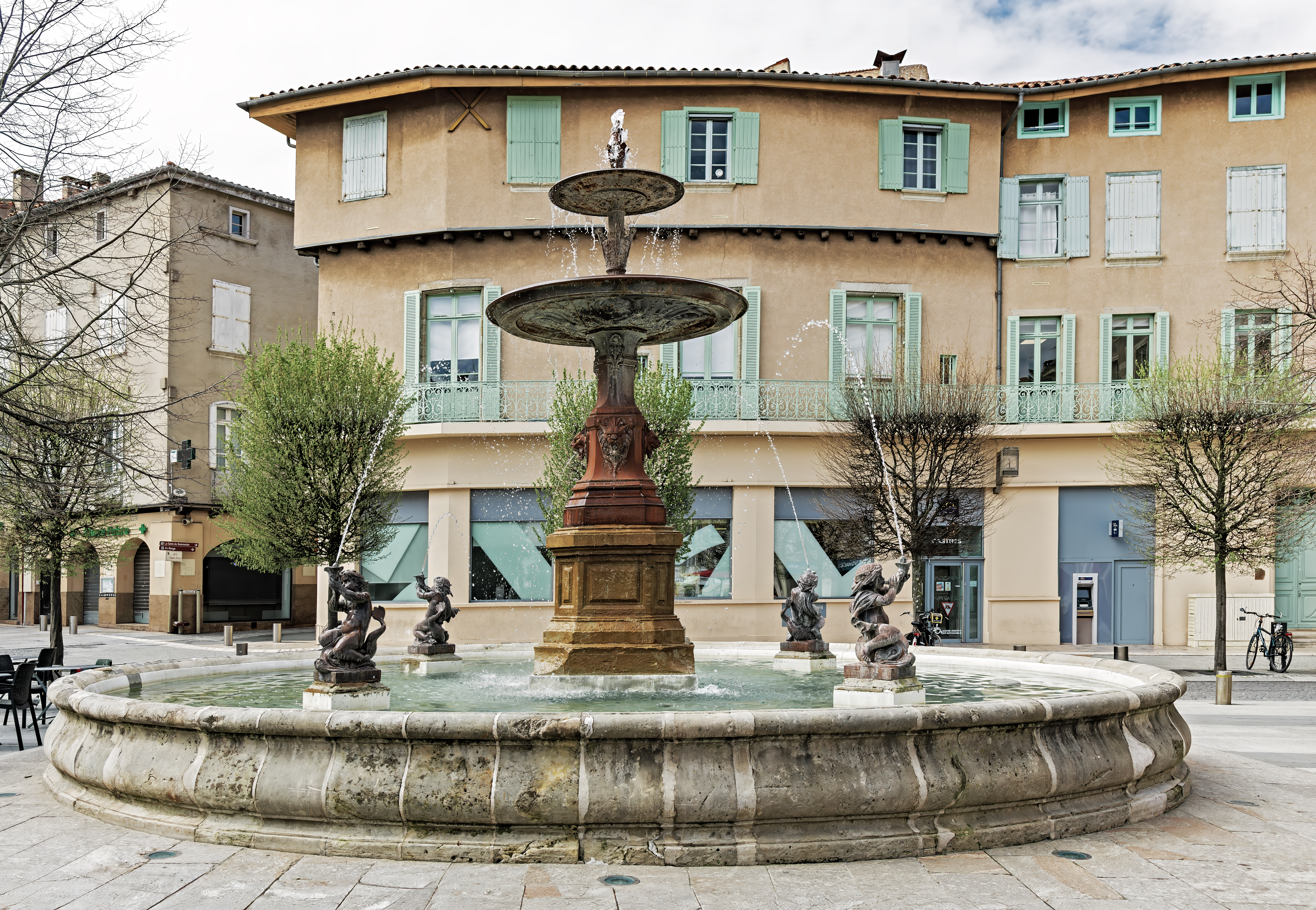
La grande fontaine de la place Jean-Jaurès, offerte par le député Eugène Pereire à la ville de Castres.

### Vie familiale
Marié à Juliette Betsy Fould, la fille du notaire parisien Émile Fould (1803-1884) et de son épouse Palmyre Oulman, il est le père de :
- Alice Pereire (1858-1931), épouse du banquier Salomon Halfon, président de la Banque Transatlantique, vice-président de la Compagnie générale transatlantique
- Marie Pereire (1860-1936), épouse du capitaine Jules Halphen (fils d'Eugène Halphen).
  - Henri Halphen (1886-1962), ingénieur agronome, officier et administrateur de sociétés
  - Noémie Halphen (1888-1968), épouse du baron Maurice de Rothschild.

## Publications

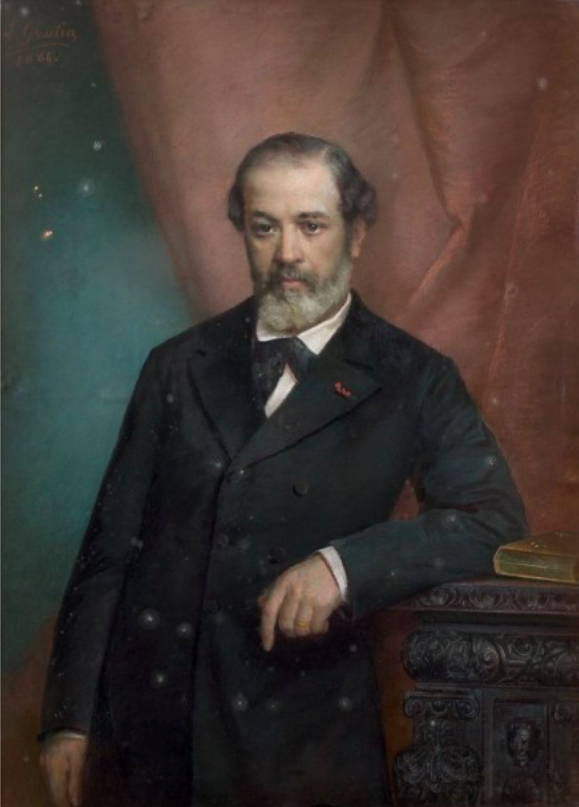
Portrait d'Eugène Pereire, par Charles Louis Gratia.

- Tables sur les intérêts composés et rentes viagères (1864)
- Tableau de l'intérêt composé (1865)